# Makáriev
Makáriev (del ruso: Макарьев) es una ciudad del óblast de Kostromá, en Rusia, centro administrativo del raión homónimo. Se encuentra en la orilla derecja del río Unzha, a 184 km al sudeste de Kostromá, la capital del óblast. Su población era de 7300 habitantes en 2008.

## Historia
En el siglo XV fue establecido un monasterio a orillas del río Unzha, formándose aí mismo la sloboda Makárevskaya. En 1778, la localidad accede al estatus de ciudad con el nombre de Makáriev-na-Unzhé. En el siglo XIX es conocida por sus ferias comerciales. Su nombre es Makáriev desde finales de ese siglo. Este nombre deriva de San Macario, día de feria en numerosas ciudades rusas, la más célebre de las cuales es la de Nizhni Nóvgorod.

## Demografía
| 1897  | 1926  | 1939  | 1959   | 1970  |
| ----- | ----- | ----- | ------ | ----- |
| 6 100 | 6 500 | 8 500 | 10 100 | 9 300 |
| 1979  | 1989  | 1996  | 2002   | 2008  |
| 8 900 | 9 200 | 8 500 | 7 800  | 7 500 |

## Personalidades
- Serge Jaroff (1896-1985), director de orquesta y compositor ruso.